# Panama na Mistrzostwach Świata w Lekkoatletyce 2015
Panama na Mistrzostwach Świata w Lekkoatletyce 2015 – reprezentacja Panamy podczas Mistrzostw Świata w Pekinie liczyła 3 zawodników, z których żaden nie zdobył medalu.

## Występy reprezentantów Panamy

### Mężczyźni
| Konkurencja   | Zawodnik      | Runda 1  | Runda 1 | Półfinał | Półfinał | Finał      | Finał   |
| Konkurencja   | Zawodnik      | Rezultat | Pozycja | Rezultat | Pozycja  | Rezultat   | Pozycja |
| ------------- | ------------- | -------- | ------- | -------- | -------- | ---------- | ------- |
| Bieg na 200 m | Alonso Edward | 20,11    | 2. Q    | 20,02    | 4. Q     | 19,87 (SB} | 4.      |

### Kobiety
| Konkurencja                   | Zawodniczka  | Runda 1  | Runda 1 | Półfinał | Półfinał | Finał    | Finał   |
| Konkurencja                   | Zawodniczka  | Rezultat | Pozycja | Rezultat | Pozycja  | Rezultat | Pozycja |
| ----------------------------- | ------------ | -------- | ------- | -------- | -------- | -------- | ------- |
| Bieg na 100 m przez płotki    | Yvette Lewis | 14,12    | 36.     | NQ       | NQ       | NQ       | NQ      |
| Bieg na 3000 m z przeszkodami | Rolanda Bell | 10:33,78 | 42.     | —        | —        | NQ       | NQ      |